# Никола Богданов (скулптор)
Никола Петров Богданов е български художник и скулптор.

## Биография
Роден е на 12 юли 1932 г. в Търговище. Завършва средното си образование в Добрич, а след това специалност Декоративно-монументална скулптура в Художествената академия в София през 1962 при проф. Любомир Далчев. От 1967 г. е член на секция „Скулптура“ при Съюза на българските художници. През 1963 – 1981 г. е художник – проектант в Куклен театър „Дора габе“ в Добрич, като изпълнява на театрална сцена над 70 куклени пиеси.
Автор е на паметника на деспот Добротица в Каварна от 1977 г., На загиналите български воини 1944 – 1945 в Крушари от 1988 г., на релефа на Борис III в Добрич от 1992 г., на бюст-паметника на Васил Левски в Добрич от 1998 г., паметник на „Св. св. Кирил и Методий“ в Добрич от 2007 г. Негови произведения се съхраняват в Националната художествена галерия, Софийска градска художествена галерия, в галериите в Русе, Силистра, Разград, Балчик, Каварна, Шабла. Автор е и на герба на град Добрич – 1968 г., знамето на град Добрич – 1998 г.
Умира през 2013 г.

## Награди
- Носител е на ордени „Св. св. Кирил и Методий“ – III, II и I степен
- През 2002 г. е удостоен със званието „Почетен гражданин“ на Добрич
- През 2006 г. е удостоен с руския орден на името на „Ломоносов“